# Csernefalva község
Csernefalva község (románul: Comuna Cernești) község Máramaros megyében, Romániában. Központja Csernefalva, beosztott falvai Balázsszeg, Brébfalva, Csókás, Kötelesmező, Kővárfonác, Nagyhegy.

## Népessége
A 2011-es népszámlálás adatai alapján a község népessége 3741 fő volt.